# Albernheit

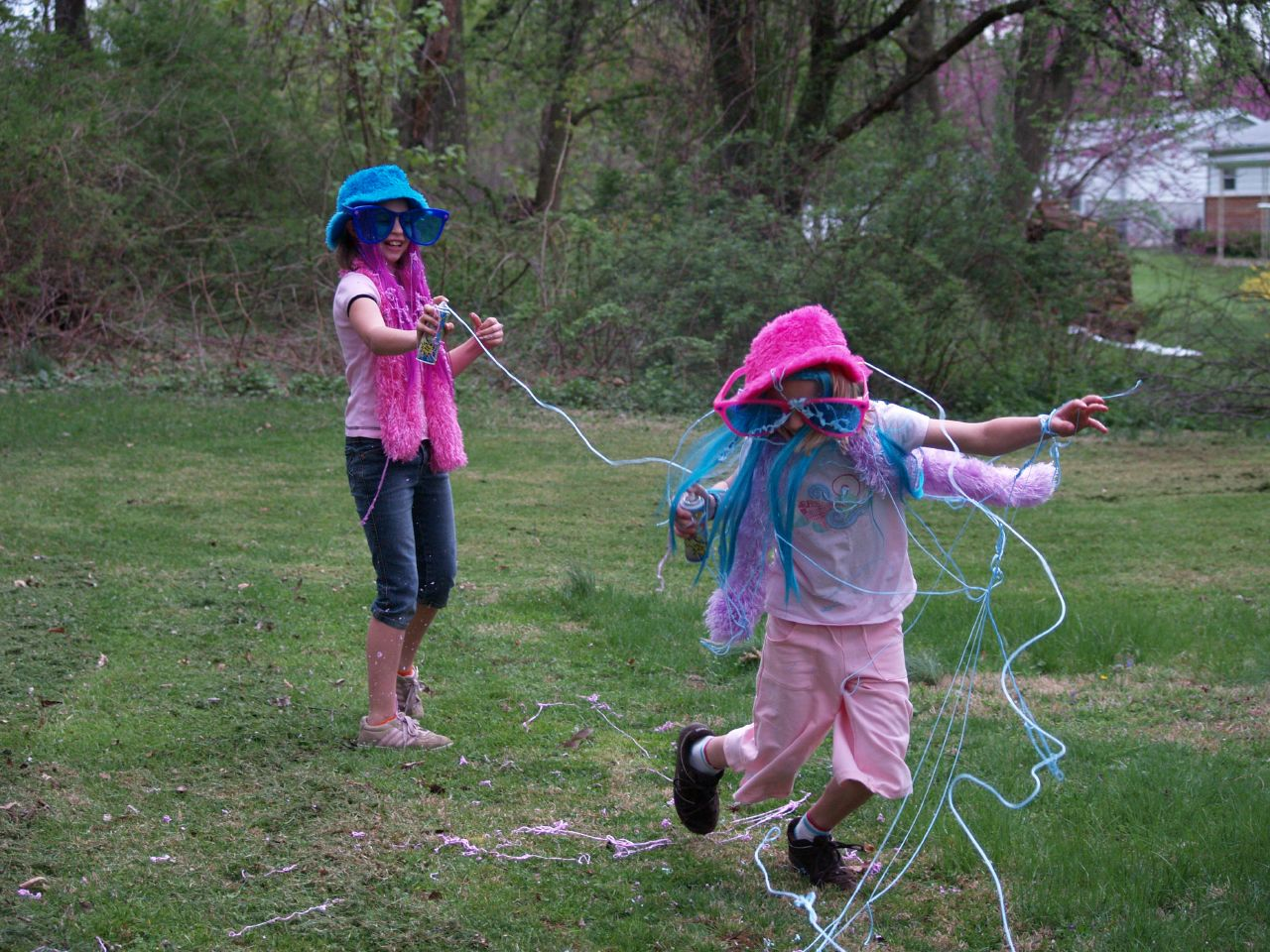
Kinder, die herumalbern

Albernheit (Adjektiv und Verb: albern) ist eine situationsbezogene Stimmung der Vergnügtheit und des Leicht- und Nicht-Ernst-Nehmens.
Albernheit oder auch Clownerie kann in Gruppen, vor allem von kleinen Kindern, sehr ansteckend wirken, vergleichbar dem Effekt, dass bei angespannten Situationen (zum Beispiel in ernsthaften Gesprächen oder auf der Bühne) alle Anwesenden sich auf einmal des Lachens nicht erwehren können, dabei wird über Allgemeinheiten gelacht und es werden auch Plattitüden benutzt. Nicht selten wird daher als Synonym kindisch sein angegeben. Umgangssprachlich finden sich für Albernheit darüber hinaus auch die Wörter Blödelei oder Geblödel, für albern zum Beispiel puppenlustig. Im literarischen oder pädagogischen Kontext bewusst angewendet, wird die Albernheit aber nicht selten „hintersinnig“ bzw. „spitzfindig“. Negativ konnotiert hat albern die Bedeutung „weit unter Niveau“, dem Ernst der Lage nicht angemessen, und Albernheit meint dann „Abgeschmacktheit“.

## Geschichte des Begriffs
Aus dem althochdeutschen alawāri („ganz wahr, freundlich, offen“; siehe engl. „all aware“ = „ganz aufmerksam“) über das mittelhochdeutsche alwære („allzu gütig, dumm“) führt die Bedeutungsverschiebung im Niederhochdeutschen zu albern („töricht, einfältig“). Im schwedischen Wort „allvar“ ist dagegen noch die ursprüngliche Bedeutung („Ernst“) erhalten geblieben.
1580 schreibt Caspar Füge einen Bericht für die Albernen und die Einfältigen. 1655 taucht das Wort bei Johann Lorenz Holler im Kontext der Adjektive „arm“ und „elendig“ auf. 1765 schafft ein Anonymus die Figur des „albernen Haberechts zu Niemandsburg“.
Vor rund 200 Jahren war ein „alberner Mensch“ in der gehobenen Sprache ein seichter Stutzer oder Geck.
Mitunter wurde Albernheit auch als Debilität und damit als krankhaft angesehen. Dagegen wird heute albernes Lachen verstärkt wieder als gesund angesehen. Eine von einem indischen Arzt gegründete Bewegung bildet deshalb sogar Lachclubs. Dieses „Lachen ohne Grund“ (auch „Lachyoga“ genannt) wird als Neuentdeckung der Albernheit interpretiert.
2003 stellte die Ulmer Zeitschrift „kritische berichte. Zeitschrift für Kunst- und Kulturwissenschaften“ das Heft 3 unter den Titel „Albernheit als Methode“. Darin finden sich Aufsätze mit aufschlussreichen Titeln wie „Der Kunst eine lange Nase zeigen“, „Warum Austin Powers albern ist, Dr. Evil jedoch nicht“ oder „Albernheit kennt keine Grenzen oder Die Kunst als Igel“.

## Redewendungen und Zitate
Bereits in der antiken Philosophie gelten Albernheiten „im rechten Moment“ als Bereicherung des Lebens. So wird Horaz wie folgt übersetzt: „Mische ein bisschen Torheit in dein ernsthaftes Tun und Trachten. Albernheiten im rechten Moment sind etwas Köstliches.“
Im Alten Testament steht bei Hiob 35,15 (Elberfelder Übersetzung): „Und nun, weil sein Zorn noch nicht heimgesucht hat und er sich nicht so sehr um Albernheiten kümmert, reißt Hiob für Nichtiges seinen Mund auf, macht ohne Erkenntnis viel Worte.“
Im neutestamentlichen Epheser-Brief (Kap. 5,4; Einheitsübersetzung) schreibt Paulus: „Auch Sittenlosigkeit und albernes oder zweideutiges Geschwätz schickt sich nicht für euch, sondern Dankbarkeit.“
Als deutsches Sprichwort gilt: „Es ist ein albern Schaf, das dem Wolf beichtet.“
Weitere Aphorismen zum Begriff:
- Michel Eyquem de Montaigne: „Meine Albernheiten nehme ich selbst nicht wichtiger, als sie es verdienen. Das ist ihr Glück.“
- Johann Wolfgang Goethe: „Es ist kein sicheres Mittel, die Welt für Narren zu halten, als sich albern zu stellen.“
- Marie von Ebner-Eschenbach: „Wenn alberne Leute sich bemühen, ein Geheimnis vor uns zu verbergen, dann erfahren wir es gewiss, so wenig uns auch danach gelüstet.“
- Thomas Mann hat in seinem „Doktor Faustus“ die Redewendung gebildet: „… und sogar eine alberne Ordnung ist immer noch besser als gar keine“.
- Peter Bamm: „Albernheit ist eine Erholung von der Umwelt“; „Die Albernheit ist der Prüfstein der Freundschaft sowohl als der Liebe.“; „Einem Kameraden hilft man. Einem Kollegen misstraut man. Mit einem Freunde ist man albern.“; „Die Albernheit ist ein Protest gegen die festgefügte und stumpfsinnige Ordnung der Welt, ein Aufstand der menschlichen Seele gegen das Gefängnis, das sie sich selbst gebaut hat.“
- Dieter Bartels (Schule für Clown, Komik & Theater im TuT Hannover): „Albernheit ist der Tod eines jeden Clowns.“

## Belletristik
- Christiane Grosz: Der alberne Herr Patella, 1985
- Christian Seltmann: Joseph und der alberne Dämon von Sais. Schauspiel in drei Akten, 1994
- Friedrich Karl Waechter: Die Geschichte vom albernen Hans, 2000